# Biserica Sfinții Arhangheli Mihail și Gavriil din Ocna Sibiului
Biserica Sfinții Arhangheli Mihail și Gavriil din Ocna Sibiului este un monument istoric aflat pe teritoriul orașului Ocna Sibiului.
Turnul datează din sec. XIX.
Din anul 1700 până în anul 1948 a servit drept lăcaș al Bisericii Române Unite cu Roma.

## Istoric și trăsături
Turnul pe structură de lemn de la vest nu este parte din construcția originară, fiind adăugat mult mai târziu, în anul 1895.
Biserica a fost repictată la interior cu excepția frescelor vechi de pe peretele de vest, unde se află tabloul votiv în care sunt înfățișați Mihai Viteazul (?) și Constantin Brâncoveanu, care este considerat drept ctitor al Bisericii Sfântul Ioan Botezătorul din Ocna Sibiului, conform pisaniei de acolo.
Spațiul interior a fost acoperit inițial cu două calote sferice pe pandantivi, ce contribuiau la sublinierea trecerii dintre pronaos și naos; nava a fost modificată radical între anii 1895-1896 și acoperită cu un tavan boltit realizat din scânduri.

## Personalități
Actorul Emil Hossu a fost botezat în această biserică în anul 1941.

## Imagini

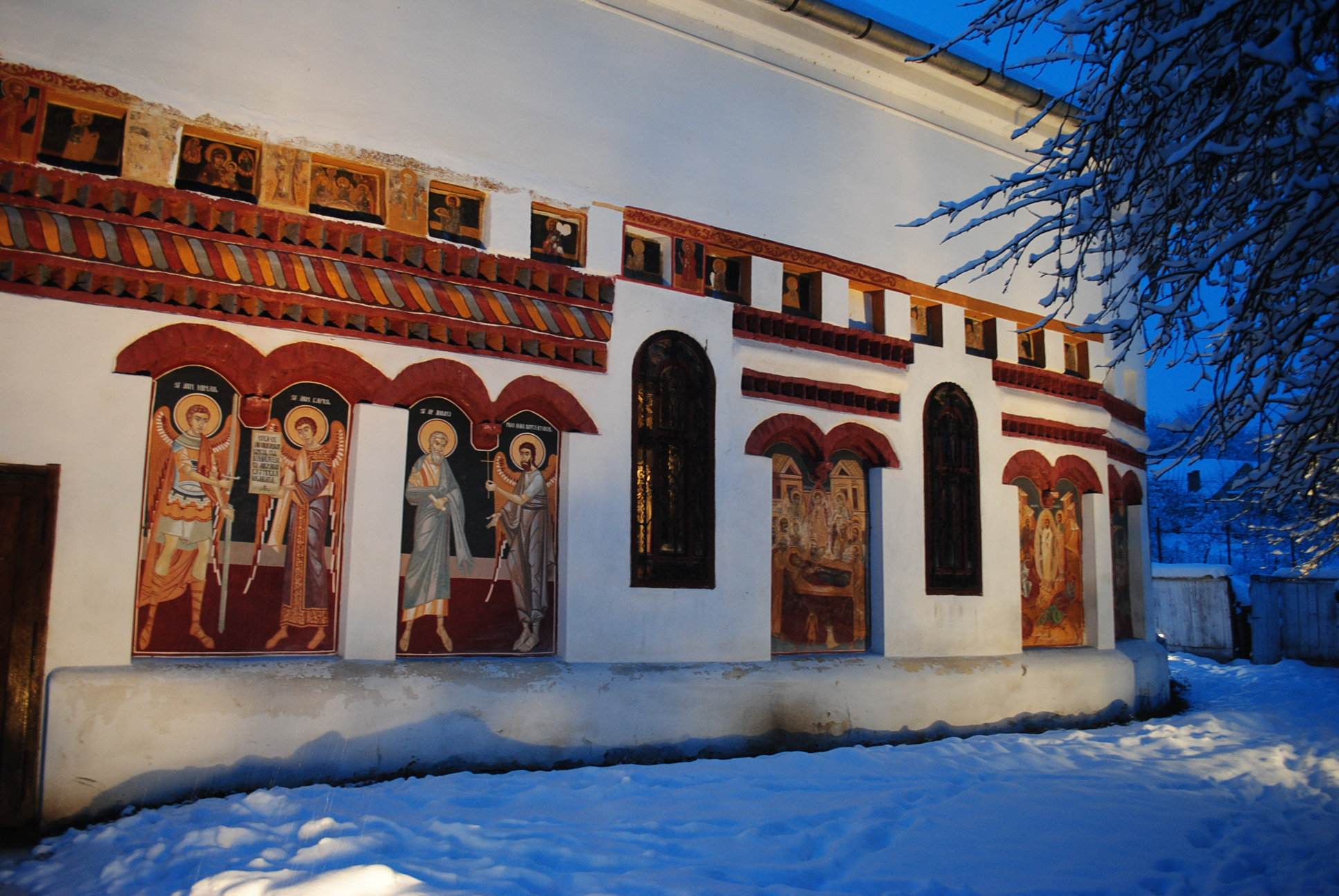
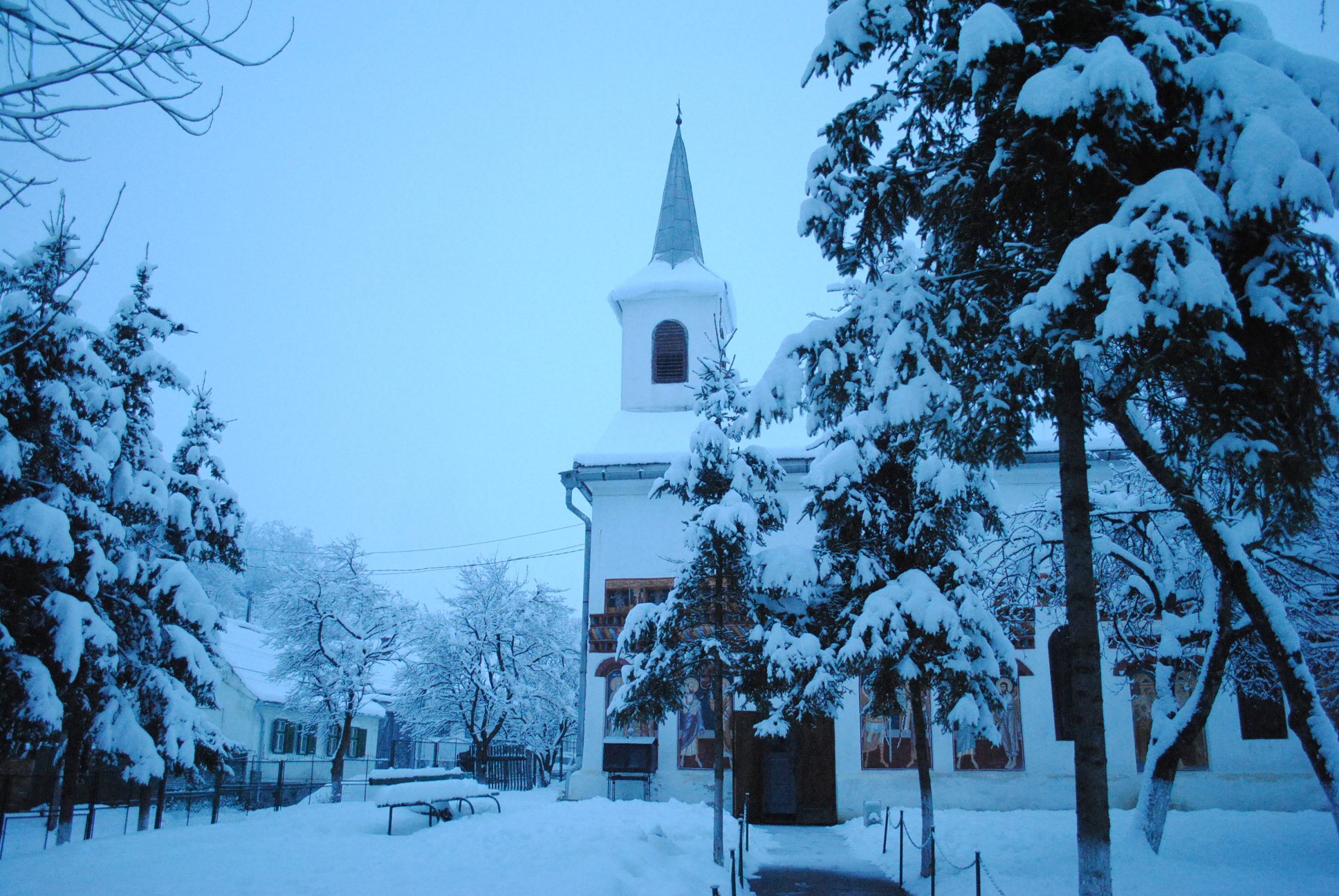